# Escravos (Fluss)
Der Escravos ist ein Fluss im Süden Nigerias. Der Escravos ist 56 Kilometer lang und einer von mehreren Abflüssen des Niger. Er mündet im westlichen Bereich des Nigerdeltas in den Golf von Guinea.

## Beschreibung und Namensherkunft
Der Name kommt aus dem Portugiesischen und heißt so viel wie „Sklaven“; die Region war im 18. Jahrhundert einer der Hauptumschlagplätze für den Sklavenhandel zwischen Nigeria und den USA. Der Fluss schlängelt sich westwärts, wobei er Mangrovensümpfe durchläuft. Er mündet in der Bucht von Benin in den Golf von Guinea und somit in den Atlantischen Ozean. Es gibt entlang seines Verlaufes keine Häfen, der Escravos ist jedoch in einem System von miteinander verflochtenen Wasserwegen mit den Städten, Forcados, Warri und Benin verbunden. Seit der Fertigstellung des Escravos-Bar-Projekts im Jahr 1964 bietet der Escravos den einzigen Zugang für Seeschiffe zu den dortigen Häfen.

## Öl- und Gasförderung
Der Ölkonzern Chevron förderte im Jahr 2013 täglich durchschnittlich 233.000 Barrel Rohöl und 182 Millionen Kubikfuß Erdgas und 5000 Barrel Flüssiggas in Nigeria. Die Fördergebiete liegen im Bereich der Flussmündung des Escravos. Diese Rohstoffe werden Chevron-Terminal aus auf Very Large Crude Carriern (VLCC) verschifft. Die großen Tanker können rund 950.000 Barrel an Ladung aufnehmen. Zudem kann an der Escravos-Bar, der Gezeitenstrom zur Energieerzeugung genutzt werden.